# Grand Prix automobile de Lausanne
Le Grand Prix automobile de Lausanne est une course automobile disputée en 1947 et 1949. Elle se déroulait sur un circuit urbain temporaire dans la ville de Lausanne dans le quartier de Blécherette.

## Palmarès
| Année | Vainqueur       | Voiture  | Circuit  | Résultats |
| ----- | --------------- | -------- | -------- | --------- |
| 1947  | Luigi Villoresi | Maserati | Lausanne | Résultats |
| 1949  | Giuseppe Farina | Maserati | Lausanne | Résultats |